# Ponte Bol'šoj Obuchovskij
Il ponte Bol'šoj Obuchovskij (in russo Большо́й Обу́ховский мост?, letteralmente "Grande ponte Obuchovskij", talvolta traslitterato anche come "Bolshoy Obukhovsky") è un ponte strallato stradale che attraversa il fiume Neva a San Pietroburgo in Russia. Con una lunghezza di 994 metri, è uno dei ponti strallati più lunghi della Russia e il più lungo sul fiume Neva, ed è l'unico ponte che attraversa la Neva a non essere un ponte levatoio.

## Storia

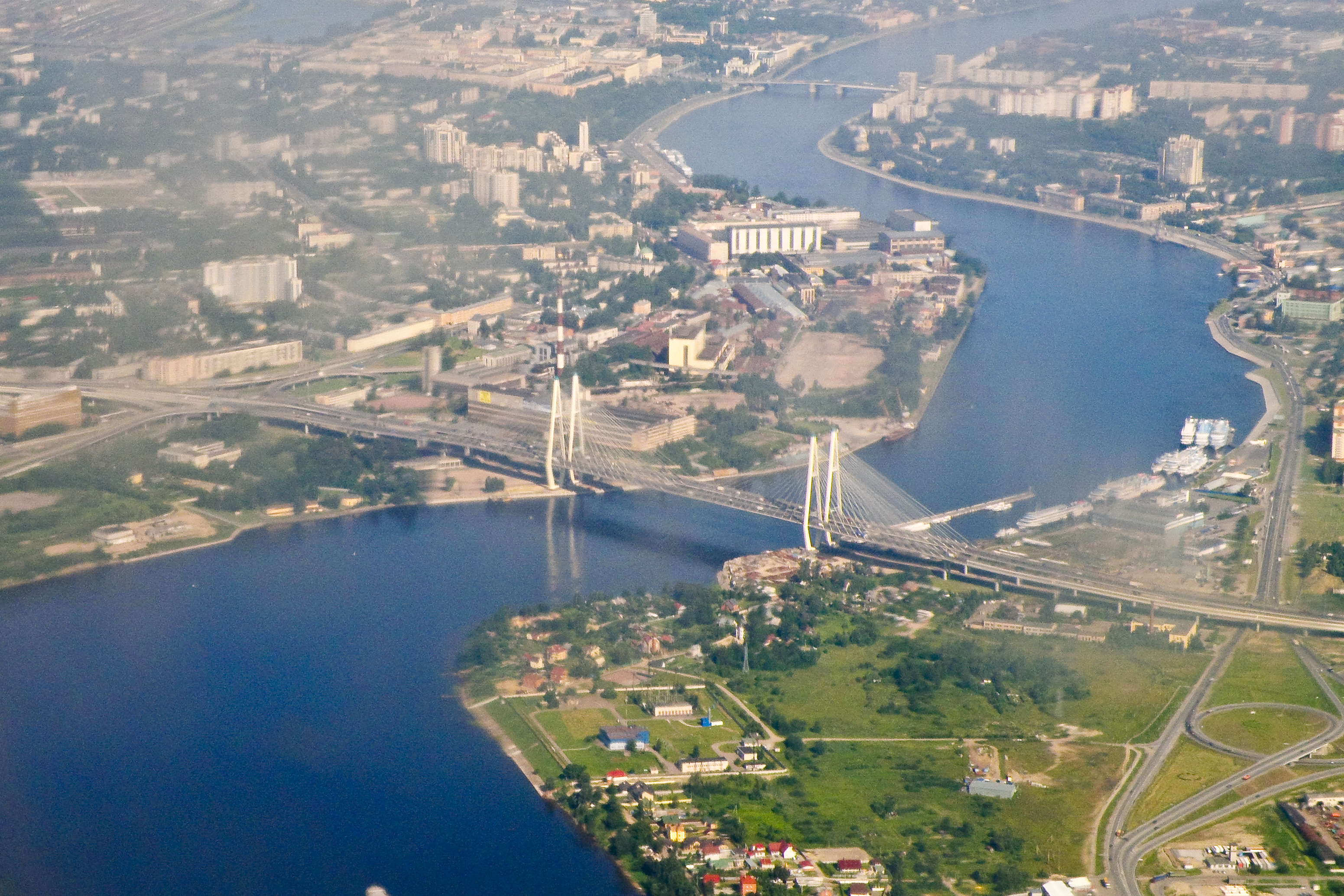
Vista panoramica del ponte

I lavori di costruzione del ponte sono iniziati nel 2001, come parte dell'arteria stradale conosciuta come tangenziale ad anello di San Pietroburgo (A118). 

Inizialmente si prevedeva di terminare i lavori di costruzione del primo ponte nel 2003, in occasione dei 300 anni della fondazione della città; le tempistiche ristrette e la necessità di superare il fiume con un'unica campata hanno fatto sì che come tipologia costruttiva venisse scelto un ponte strallato con struttura metallica anziché un più semplice viadotto in calcestruzzo armato simile ai ponti già esistenti sullo stesso fiume. Progettista generale del ponte è stato l' Istituto Stroyproekt, che si è occupato del progetto della maggior parte delle infrastrutture che compongono la tangenziale ad anello, mentre appaltatore generale è stato OJSC "Mostootryad 19".
La prima parte del ponte è stata inaugurata il 14 dicembre 2004, mentre l'inaugurazione del secondo ponte è avvenuta il 17 ottobre 2007. Nel gennaio 2008 è stato ufficialmente aperto il traffico veicolare a 8 corsie, con ognuno dei due ponti che ospita 4 corsie dirette nello stesso senso di marcia.
Il nome ufficiale del ponte, Bol'šoj Obuchovskij, è stato scelto tramite una votazione dagli abitanti di San Pietroburgo e dell'Oblast' di Leningrado. Il nome scelto deriva dal vicino distretto Obuchov, e dal momento che esisteva già un ponte Obuchovskij sul canale Fontanka è stato aggiunto l'aggettivo Bol'šoj. Altri nomi presi in considerazione durante la votazione erano stati Ol'ga Berggol'c, in onore dell'omonima poetessa, Izhorskij, Nevskij o Leningradskij.

In realtà nel linguaggio colloquiale e dai commentatori radiofonici che parlano del traffico il ponte è spesso chiamato semplicemente Vantovyj, ossia strallato.

## Descrizione

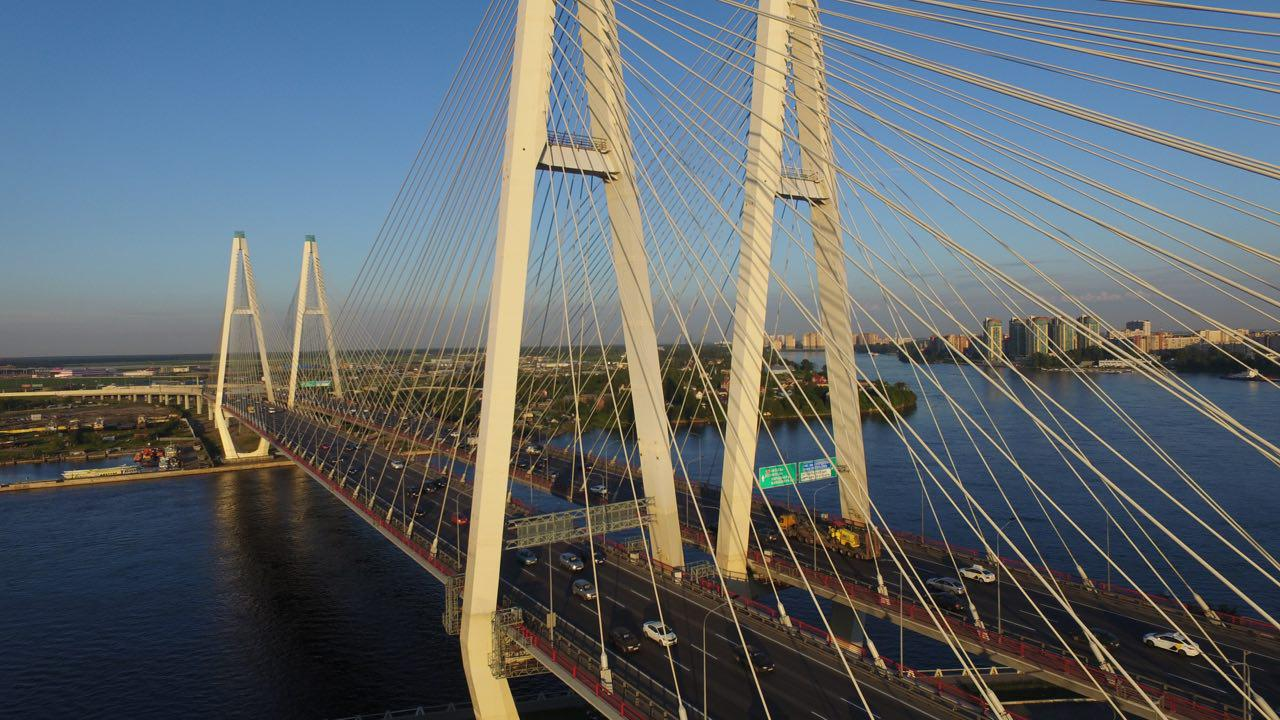
Dettaglio dei due ponti affiancati

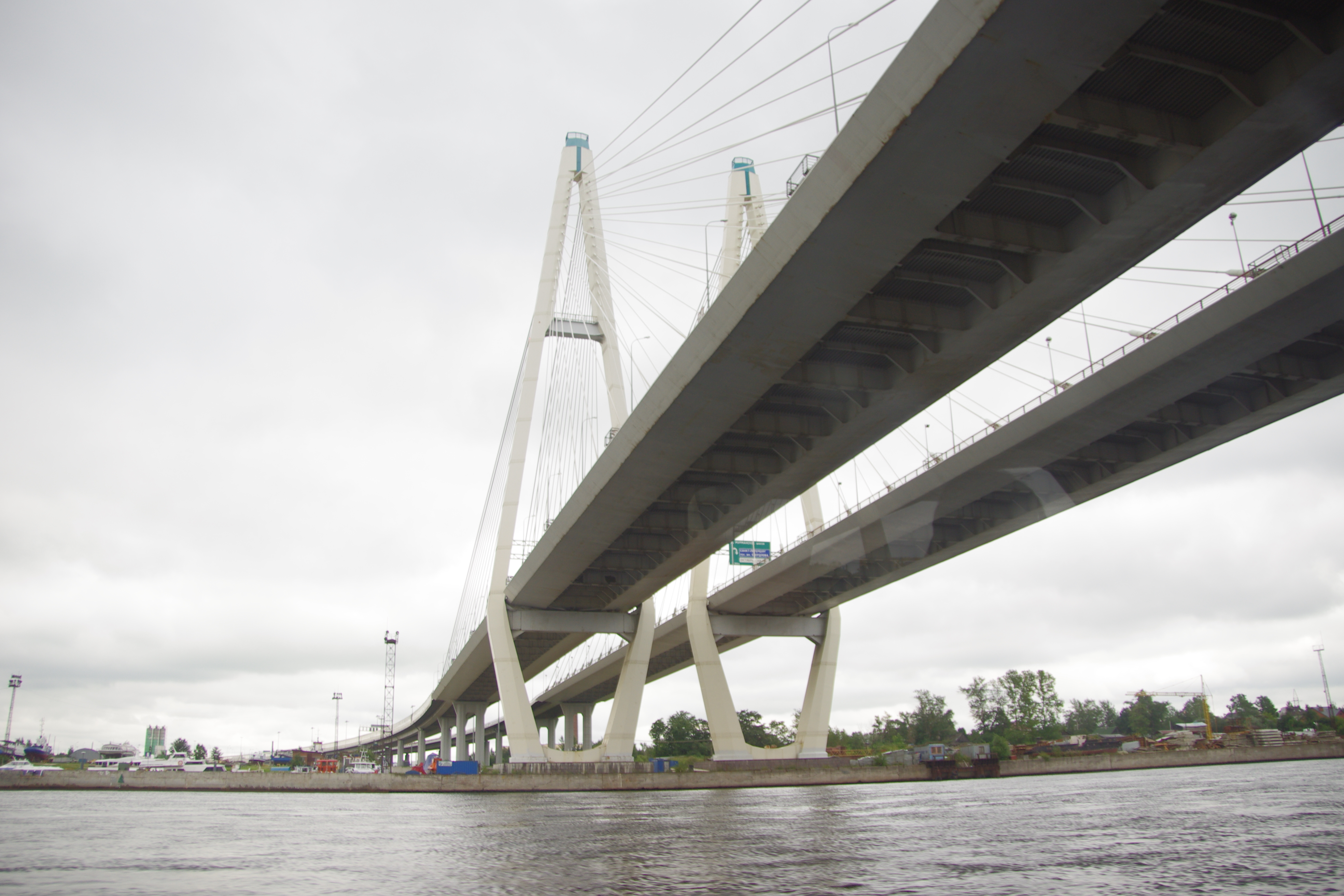
Vista della parte inferiore dell'impalcato

Il ponte Bol'šoj Obuchovskij è un ponte strallato in calcestruzzo armato e acciaio, destinato al traffico stradale, e fa parte della tangenziale ad anello di San Pietroburgo (A118). È situato nel Nevskij rajon, e collega il viale Obuchovskaja oborony con il lungofiume Oktjabrʹskaja attraversando il ramo centrale del fiume Neva.
È in realtà composto da due ponti gemelli, situati a pochi metri di distanza uno dall'altro: il ponte di monte è destinato al traffico stradale in direzione est, mentre il ponte di valle è riservato ai veicoli diretti ad ovest, per un totale di quattro corsie per senso di marcia.
Entrambi i ponti sono costituiti da una serie di campate di lunghezza 2x66 metri - 174 metri - 382 metri - 174 metri - 2x66 metri. La campata centrale, lunga 382 metri, si trova a 30 metri di altezza sopra il livello del fiume, permettendo la navigazione sotto di essa anche a imbarcazioni fluviali di grandi dimensioni.

Si tratta dell'unico ponte non levatoio sul fiume Neva a San Pietroburgo, e fino all'inaugurazione del Diametro occidentale ad alta velocità (ЗСД) nel 2016 era l'unica struttura che permetteva di oltrepassare il fiume durante la notte, quando i ponti levatoi vengono aperti per consentire il passaggio della navi.
La parte centrale del ponte è lunga 994 metri, mentre considerando anche le rampe di accesso si raggiunge una lunghezza complessiva di 2884 metri.
 
Per entrambi i ponti l'impalcato stradale è largo 25 metri e poggia su due travi scatolari in acciaio che corrono longitudinalmente lungo la sua lunghezza, collegate da travetti trasversali. I piloni a cui sono collegati gli stralli che sorreggono le campate centrali sono costruiti in acciaio, hanno la forma di una grande A e sono alti 120,5 metri. Sono fondati su pali trivellati in calcestruzzo armato profondi tra i 30 e i 40 metri.

## Nella cultura di massa

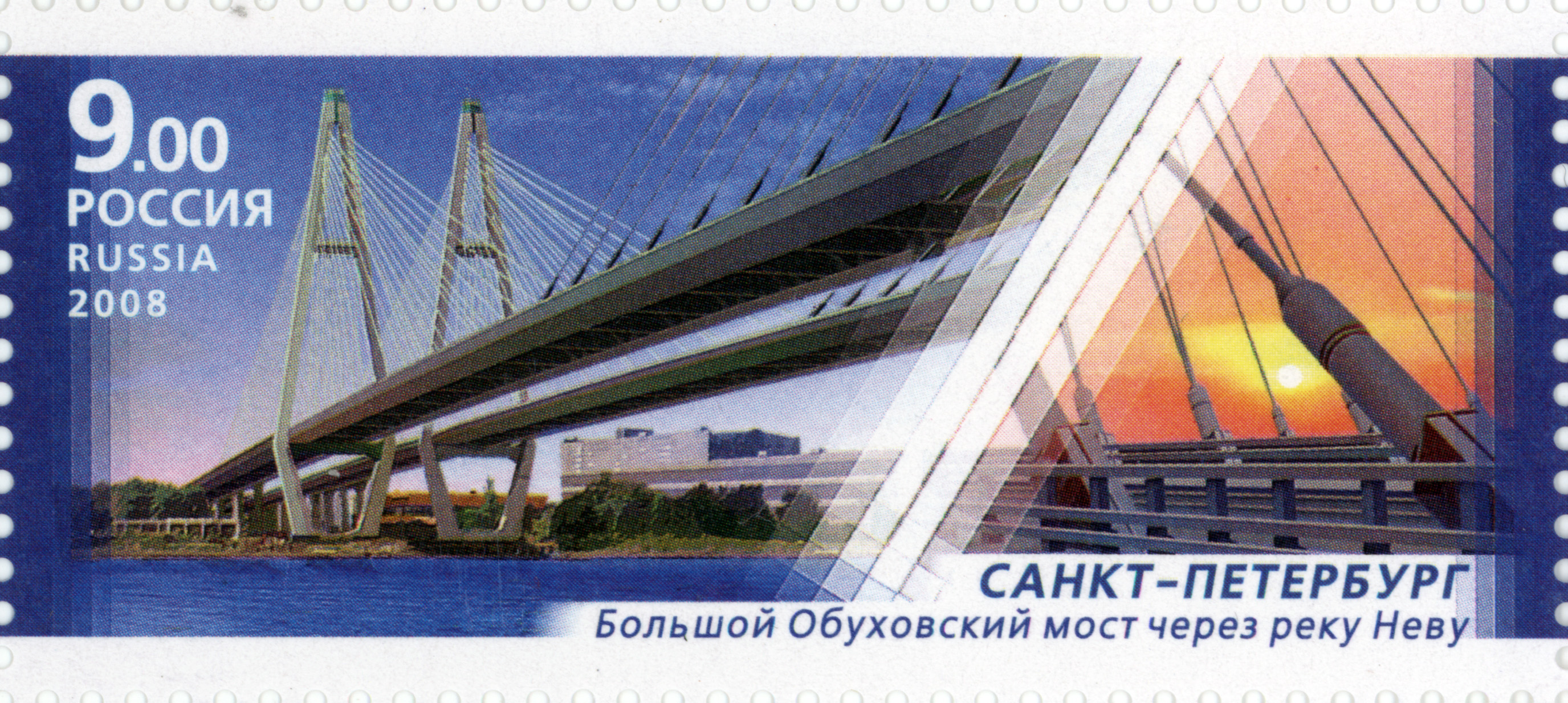
Il francobollo dedicato al ponte

Nel 2008 Počta Rossii, l'azienda di servizi postali della Federazione Russa, ha emesso un francobollo commemorativo raffigurante il ponte.